# Erioptera leucopasta
Erioptera leucopasta är en tvåvingeart som beskrevs av Alexander 1927. Erioptera leucopasta ingår i släktet Erioptera och familjen småharkrankar. Inga underarter finns listade i Catalogue of Life.